# Бутковско езеро
Бутковското езеро или Бутковският гьол (на гръцки: Λίμνη Κερκίνη, Лимни Керкини) е езеро в Егейска Македония, Гърция. Езерото е известно с богатата си флора и фауна и е едно от най-добрите места за наблюдение на птици в Европа. Представлява природен резерват, обявен на 21 август 1975 година за рамсарско място. Езерото в 2003 година е обявено за национален парк. То също е включено в Натура 2000 (1260001 и 1260008) и е определено като орнитологично важно място (020).

## Местоположение
Езерото се намира на територията на македонските деми Синтика и Долна Джумая. Разположено е между планините Беласица (Керкини), Круша (Крусия Ори) и Карадаг (Мавровуни) в северозападната част на Сярското поле.
Във влажната зона се включват и 25 километра от река Струма, 10 километра от Бутковската река (Керкинитис) и много канали и по-малки потоци.
Езерото има три достъпни за посетителите страни и три малки пристана – на северната страна при Мандраджик (Мандраки), в Бутково и в южния край при Каяли (Литотопос), където е разположена дигата.

## Име
Името си езерото дължи на паланката Бутково, разположена на северозападния бряг на езерото. Според Йордан Н. Иванов името Бутково е от личното име *Бутко, умалително от Буто, Бутьо като Златко от Златьо от глагола бутея, вирея, развивам се буйно. След като районът попада в Гърция след Междусъюзническата война в 1913 година, в 1923 година властите прекръщават селището на Керкини – предполагаемото античното име на съседната планина Беласица, и така езерото също получава ново име.

## История
По произход езерото е блато на река Струма (Стримон). В 1923 година след катастрофата на Гърция в Гръцко-турската война в околните села са настанени бежанци от Турция, които се изправят пред големи проблеми с маларията и обработката на земята, тъй като бързите води на Струма причиняват наводнения. Затова гръцкото правителство в 1928 година възлага на американска компания превръщането на блатото в обработваема земя. Така в 1932 година е създадено изкуственото езеро чрез преграждане в източната и южната част с язовирна стена. През 1982 година е построена нова язовирна стена при Каяли, което увеличава и нивото на водата с 4 – 8 метра. В същото време започва изграждането на източния насип с дължина 7,5 километра, което продължава няколко години, а по-късно е изграден и западен. Курсът на Струма става по-стабилен и са изградени серия ровове и канали, за да се контролира водният поток в района.

## Характеристики
Големината на езерото се променя в зависимост от сезоните от 51,5 до 75 km2. Езерото достига своя максимум в края на пролетта и началото на лятото. В средата на лятото нивото му спада и водата му се използва за напояване на хиляди хектари земя в Сярското поле. Езерото достига минимума си през есента и вариацията в нивото на водата е 4,5 m. Тази голяма вариация има негативни последици за биотопите и за селищата край езерото.

## Флора
В многообразния в природно отношение район на Бутковското езеро съществуват над 800 висши растителни вида, 35 вида мъхове, 40 вида лишеи и над 120 вида гъби. Освен водната растителност има и много горски екосистеми и субалпийска зона в Беласица. Околността му е заета от ниви, тополови гори и ридове, покрити с широколистни гори. В езерото живеят четирилистно разковниче (на латински: Marsilea quadrifolia), воден орех (на латински: Trapa natans), бяла водна лилия (на латински: Nymphaea alba), треволистен ръждавец (на латински: Potamogeton gramineus), класовиден многолистник (на латински: Myriophyllum spicatum), плаващ роголистник (на латински: Ceratophyllum demersum), блатно лютиче (на латински: Ranunculus fluitans), плаваща лейка (на латински: Salvinia natans). Растенията променят разпространението си всяка година. Две от тях – водният орех и плаващата лейка, както и коринтската власатка (на латински: Festuca koritnicensis), широколистната мишовка (на латински: Minuartia saxifraga), мраморният дебелец (на латински: Sempervivum marmoreum) и стояновата теменуга (на латински: Viola stojanowii) са в Червената книга на защитените видове.
През пролетта в околните на езерото полета цъфтят мак и лайка, великденче (Lamium purpureum), Hypecoum imberbe, а по хълмовете – анемонии и асфодели. През юли интересните цъфтящи видове са орхидеите дълголистният главопрашник (Cephalanthera longifolia), Cephalanthera rubra, Dactylorhiza sulphurea ssp. Pseudosambucina, Himantoglossum hircinum ssp., Calcaratum, Ophrys mammosa, Ophrys sphegodes и Orchis ustulata, Serapias vomeracea.

## Фауна
Животинското многообразие е голямо. Районът на езерото е обитаван от над 2000 вида като от тях над 1800 са безгръбначни. Значителен дял от безгръбначните се пада на насекомите. Останалите са представени от 1 вид скорпион, 89 паякообразни, 28 ракообразни и 8 вида мекотели, основно миди. От насекомите най-голямо е видовото разнообразие сред пеперудите и двукрилите.
Гръбначните видове животни са около 400 като 70% от тях са птичи видове. Бозайниците са 26 вида като тук е мястото, където се срещат едни от най-едрите хищници – вълк, чакал и дива котка. Влечугите са 27 вида като половината от тях са змии, 4 вида костенурки, а останалите представители са гущери. Земноводните са 11 вида, 8 от тях жаби, дъждовник, северен гребенест тритон и малък гребенест тритон. Рибното богатство също е голямо. Тук са описани 32 вида риби, повечето са шаранови, но се срещат щука и европейска змиорка. Редки шаранови риби са маришки морунаш и распер.
Езерото е важен кръстопът при миграцията на птиците от района на Егейско море към Черноморието и на северозапад към Унгарската пуста. Тук е мястото на зимуване на световно застрашените къдроглав пеликан (на латински: Pelecanus crispus) и малък корморан (на латински: Microcarbo pygmeus). Езерото е и единственото място в Гърция, където може да бъде наблюдавана смесена колония от 12 вида птици гнездящи през пролетта и началото на лятото. Макар че птичето богатство на района е огромно и през годината са описвани около 300 вида птици, включително и два вида лешояди, не през всички месеци е така. Районът на Бутковското езеро е динамична среда, през която преминават птици по пътя си на миграция, а други са постоянни видове привлечени от насекомите, с които се хранят или от подходящите условия на гнездене. Най-богато е птичето многообразие през месец април, когато през района преминават мигриращи видове включително и розово фламинго (на латински: Phoenicopterus roseus). Около 140 вида птици гнездят в района на Бутковското езеро, 170 са мигриращи, а 134 вида зимуват в района.